# Le Mesnil-Bacley
Le Mesnil-Bacley és un antic municipi francès situat al departament de Calvados i a la regió de Normandia. L'any 2018 tenia 195 habitants. Des del 1r de gener de 2016 es va integrar com municipi delegat en el municipi nou de Livarot-Pays-d'Auge que en reunir vint-i-dos antics municipis, és el més gros de tots els municipis nous.

## Demografia
El 2007 tenia 214 habitants. Hi havia 86 famílies. Hi havia 95 habitatges, 86 habitatges principals i 9 segones residències. Evolució de la població:

## Economia
El 2007 la població en edat de treballar era de 126 persones del les 84 eren actives i 42 eren inactives. Hi havia una empresa extractiva, una de construcció i una de serveis. L'any 2000 hi havia set explotacions agrícoles que conreaven un total de 285 hectàrees.